# ينس وايسفلوغ
ينس وايسفلوغ (بالألمانية: Jens Weißflog) (Jens Weissflog) هو لاعب أولمبي لرياضة قفز تزلجي من ألمانيا. شارك في الأولمبياد الشتوي في 1984–1994، وفاز بما مجموعه 4 ميداليات.

## الميداليات
| ذهب | فضة | برونز | المجموع |
| 3   | 1   | 0     | 4       |

## روابط خارجية
- ينس وايسفلوغ على موقع IMDb (الإنجليزية)
- ينس وايسفلوغ على موقع الاتحاد الدولي للتزلج (التزلج على المنحدرات الثلجية) (الإنجليزية)
- ينس وايسفلوغ على موقع الاتحاد الدولي للتزلج (القفز التزلجي) (الإنجليزية)
- ينس وايسفلوغ على موقع اللجنة الأولمبية الدولية (الإنجليزية)
- ينس وايسفلوغ على موقع أوليمبيديا (الإنجليزية)